# Vladimír Válek
Vladimír Válek (Nový Jičín, 2 settembre 1935 – Nový Jičín, 16 febbraio 2025) è stato un direttore d'orchestra ceco.

## Biografia
Studia violino e corno francese presso il Conservatorio di Kroměříž, ed in seguito si sposta a Bratislava per dedicarsi alla direzione d'orchestra. Proseguirà poi gli studi in materia a Praga.
Dal 1966 al 1974 conduce l'orchestra dell'Esercito della Repubblica Ceca. Ha riscosso molta popolarità dal pubblico ceco, grazie alla direzione dell'Orchestra Sinfonica di Praga nel febbraio del 1968, con un programma di opere di Beethoven, Richard Strauss e Sergej Prokofiev. Nel 1970 fonda la Antonín Dvořák Orchestra, composta da musicisti dell'Orchestra Filarmonica Ceca: Válek condurrà quest'orchestra per 10 anni. Dal 1975 diventa direttore stabile della già citata Orchestra sinfonica di Praga: l'incarico dura fino al 1986, anno in cui Válek inizia a collaborare con la Radio Symphony Orchestra di Praga. Ha inoltre svolto il ruolo di principale direttore d'orchestra per l'Orchestra Filarmonica Slovacca dal 2004, anno in cui ha sostituito Jiří Bělohlávek, al 2007, anno in cui gli è succeduto Peter Feranec.
Tra le sue registrazioni si annoverano tutte le sinfonie e i concerti per pianoforte di Erwin Schulhoff ed un certo numero di opere di Antonín Dvořák, Bohuslav Martinů e Igor Stravinsky.